# Општина Чеика (Бихор)
Чеика (рум. Ceica) општина је у Румунији у округу Бихор.
Oпштина се налази на надморској висини од 261 m.